# Aeroporto Internacional de Adem
O aeroporto internacional de Adem fica na cidade de Adem, Iêmen.

## História
O aeroporto foi estabelecido na antiga RAF Khormaksar, que abriu em 1917 e fechou como uma estação da RAF em 1967. Mais tarde, serviu como uma estação da Força Aérea Soviética durante os anos 1970 e 1980. De 1971 a 1996, foi também o principal hub da Alyemda Yemen Democratic Airlines. É o segundo maior aeroporto do Iêmen, depois do Aeroporto Internacional de Sana'a. O novo terminal foi construído entre 1983 e 1985, com capacidade para um milhão de passageiros por ano. Em 2000, as construções da nova torre de controle e do prédio do departamento do aeroporto foram concluídas.
Após a tomada pelos Houthis da capital do Iêmen, Sana'a, e a dissolução do governo, que acabou levando a Guerra Civil iemenita - e à intervenção liderada pela Arábia Saudita no Iêmen -, a cidade de Adem, incluindo seu aeroporto tornou-se um campo de batalha. A Batalha do Aeroporto de Adem ocorreu em 19 de março de 2015, com as forças Houthi montando um ataque ao aeroporto, que foi repelido por forças leais ao presidente Abd Rabbuh Mansur Hadi. As operações foram suspensas por meses, devido ao bombardeio da Força Aérea Saudita na Operação Tempestade Decisiva.
Em 22 de julho de 2015, o aeroporto foi declarado apto para operação novamente, já que um avião saudita transportando ajuda supostamente se tornou o primeiro avião a pousar em Aden em quatro meses. Dois dias depois, mais dois aviões sauditas pousaram carregando o equipamento necessário para retomar as operações, para permitir que a ajuda fosse entregue ao país em guerra.
Em 26 de novembro de 2015, o aeroporto reabriu brevemente ao tráfego aéreo civil, após ter sido fechado por 10 meses, com um voo da Yemenia chegando do Aeroporto Internacional Amman-Queen Alia, na Jordânia. Serviço aéreo nos três meses seguintes foi esporádico, mas no final de fevereiro de 2016 foi relatado que o aeroporto seria reaberto para serviço comercial normal após algumas semanas de reparos.
O bloqueio foi reinstaurado em 21 de fevereiro de 2016.
O bloqueio foi levantado em 14 de novembro de 2017, quando o primeiro voo comercial pousou no Aeroporto Internacional de Adem. voos foram cancelados novamente, por quatro dias (28-31 de janeiro de 2018), mas retomados em 1º de fevereiro de 2018.

## Uso militar
O aeroporto também é uma base da Força Aérea do Iêmen. A base é o lar do Destacamento do Esquadrão 128. As aeronaves anexadas ao esquadrão são principalmente helicópteros de transporte e ataque (Ka27 / 28, Mi-8, Mi-14, Mi-17, Mi-24, Mi-171Sh).